# Речвиль
Речвиль (нем. Retschwil) — деревня и бывшая коммуна в Швейцарии, в кантоне Люцерн. Население составляло 174 человека (2007 год). Официальный код — 1038. 1 января 2009 года вместе с коммунами Гельфинген, Хемикон, Мозен, Мюсванген и Зульц вошла в состав Хицкирха.
Входит в состав избирательного округа Хохдорф (до 2012 года входила в состав управленческого округа Хохдорф).
На выборах в 2007 году наибольшее количество голосов получила Христианско-демократическая народная партия Швейцарии (36,6 %), за Швейцарскую народную партию проголосовали проголосовали 30,6 %, за Свободную демократическую партию — 22,1 %.

## Географическое положение
Площадь Речвиля составляла 2,6 км². 67,2 % площади составляли сельскохозяйственные угодья, 25 % — леса, 7,8 % территории заселено.

## История

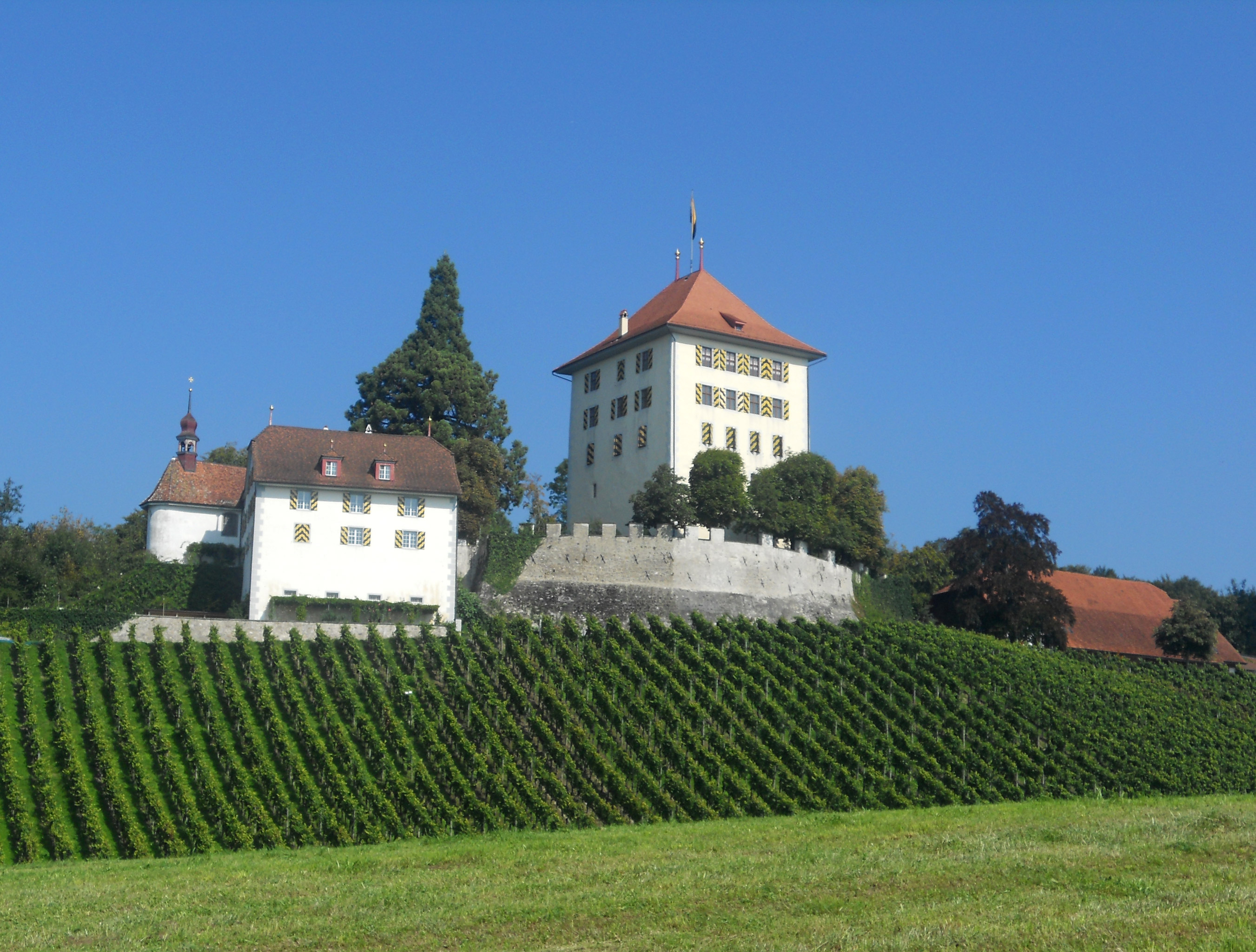
Замок Хейдег

21 мая 2006 года была сделана неудачная попытка объединения Хицкирха с ближайшими десятью коммунами, в голосовании 5 из 11 проголосовали против слияния. Позднее поступило предложение о слиянии только семи коммун (Гельфинген, Хемикон, Мозен, Мюсванген, Речвиль, Хицкирх и Зульц), которое было принято. Объединённая коммуна имела площадь 24,62 км².

## Население
На 2007 год население Речвиля составляло 174 человека. 96,3 % жителей говорят на немецком, 2,6 % — на португальском, 0,5 % — на французском. В 2000 году 34 % населения были в возрасте до 19 лет, 56,5 % — от 20 до 64 лет, старше 64 лет было 9,4 %. На 2005 год в Речвиле уровень безработицы составлял 0,58 %.